# Oghenekaro Etebo
Oghenekaro Etebo, né le 9 novembre 1995 à Lagos au Nigeria, est un footballeur international nigérian, qui évolue au poste de milieu de terrain à Gençlerbirliği SK.

## Biographie

### Carrière en club
Le 10 janvier 2016, il s'engage jusqu'en 2018 avec le CD Feirense.
Le 11 juin 2018, il s'engage pour cinq ans à Stoke City.
Le 9 janvier 2020, Etebo est prêté au Getafe CF avec une option d'achat.

### Carrière internationale
Oghenekaro Etebo compte six sélections et un but avec l'équipe du Nigeria depuis 2013.
Il est convoqué pour la première fois en équipe du Nigeria par le sélectionneur national Stephen Keshi, pour un match des éliminatoires du CHAN 2014 contre la Côte d'Ivoire le 6 juillet 2013. Le match se solde par une victoire 4-1 des nigérians.
Il remporte avec les moins de 23 ans la Coupe d'Afrique des nations 2015 organisée au Sénégal. Avec 5 buts inscrits, il termine meilleur buteur de la compétition. Il marque notamment un doublé en finale contre l'Algérie.
Le 25 mars 2016, il inscrit son premier but en sélection contre l'Égypte, lors d'un match des éliminatoires de la CAN 2017. Le match se solde par un match nul de 1-1.
Oghenekaro Etebo fait partie de la liste des 18 joueurs nigérians sélectionnés pour disputer les Jeux olympiques d'été de 2016. Lors du tournoi, il inscrit un quadruplé contre le Japon (victoire 5-4).

## Palmarès

### En sélection
- Vainqueur de la Coupe d'Afrique des nations des moins de 23 ans en 2015
- Médaille de bronze aux Jeux olympiques d'été de 2016

### Distinctions personnelles
- Meilleur buteur de la Coupe d'Afrique des nations des moins de 23 ans en 2015 (5 buts)
- Meilleur jeune joueur africain de l'année en 2015